# Conceição (Horta)
Conceição é uma freguesia portuguesa do município da Horta, na Ilha do Faial, Região Autónoma dos Açores, com 2,74 km² de área e 1047 habitantes (censo de 2021). A sua densidade populacional é 382,1 hab./km².
Situada no extremo norte da Baia da Horta junto à Lomba do Pilar (horst) que termina no promontório da Ponta da Espalamaca, a freguesia divide-se topograficamente em duas partes: a parte alta, uma área rural a jusante da Ribeira do Vale dos Flamengos; e a parte baixa, onde se situa a sede de freguesia e parte do núcleo urbano da cidade.

## Demografia
A população registada nos censos foi:
| Distribuição da População por Grupos Etários | Distribuição da População por Grupos Etários | Distribuição da População por Grupos Etários | Distribuição da População por Grupos Etários | Distribuição da População por Grupos Etários |
| -------------------------------------------- | -------------------------------------------- | -------------------------------------------- | -------------------------------------------- | -------------------------------------------- |
| Ano                                          | 0-14 Anos                                    | 15-24 Anos                                   | 25-64 Anos                                   | > 65 Anos                                    |
| 2001                                         | 195                                          | 179                                          | 632                                          | 151                                          |
| 2011                                         | 172                                          | 124                                          | 675                                          | 167                                          |
| 2021                                         | 132                                          | 100                                          | 605                                          | 210                                          |

## História
A área da atual freguesia foi povoada inicialmente pelo flamengo Joss van Aard (aportuguesado para José da Terra e que se adulterou para Jorge Terra). Ele aqui estabeleceu residência, dedicando-se ao cultivo das terras e plantando árvores de fruto nas margens da ribeira da Conceição e na encosta do promontório a que os flamengos que o acompanharam denominaram "spelk maker" (aportuguesado para Espalamaca). Joss van Aard terá sido o fundador da primitiva ermida sob a invocação de Nossa Senhora da Conceição.
Em 1498, Joss van Hurtere, 2º Capitão-do-donatário da Capitania do Faial estabeleceu, na parte norte da baía da Horta, o centro administrativo na vila da Horta.
Na carta de aumento de côngruas passada por Filipe II de Espanha em 7 de agosto de 1590, é referida pela primeira vez a Paróquia de N. Sra. da Conceição como tendo sido estabelecida pelo Bispo de Angra, D. Nuno Álvares Pereira, em carta de 30 de Julho de 1568. Era então a segunda maior freguesia do Faial em número de fogos - 188 fogos contra 321 fogos de SS.º Salvador da Horta (Matriz). Segundo Frei Diogo das Chagas, em 1643, a freguesia tinha 594 habitantes distribuídos por 161 fogos. (Ref.ª Espelho Cristalino, pág. 478)
O primitivo edifício da Casa da Câmara e Cadeia situava-se na altura do atual nº 16 da Rua do Bom Jesus. O edifício foi considerado incapaz pelo Corregedor dos Açores, Fernão Gomes Massam, em 5 de Novembro de 1632. Em 1926, existiam apenas as suas paredes, que o violento sismo de 31 de Agosto de 1926 derrubou.

## Pontos de interesse

### Igreja de Nossa Senhora da Conceição
De acordo com Gaspar Frutuoso, a Igreja de N. Sra. da Conceição possuía três naves com cinco colunas de cada lado, e uma capela na ala direita. O templo foi saqueado pelos corsários ingleses sob o comando de George Clifford de Cumberland em setembro de 1589. Pouco depois, em outubro de 1597, foi novamente saqueada e, desta vez, incendiada. Frei Diogo das Chagas refere que a reedificação do templo iniciou-se em 1607, ficando com "mais perfeição do que era antes". Foi novamente reconstruída em 1749, sob a direcção do Padre Teodósio Ferreira de Melo. Foi severamente danificada quando do sismo de 31 de agosto de 1926. Em 1933 teve princípio a construção da atual igreja, sob a direcção do Padre António Inácio da Silveira, com dimensões bem mais modestas, mas elegantes, em estilo "Arte Deco". Em 22 de abril de 1941, com as obras concluídas registou-se, a 20 metros de distância, a violenta explosão do paiol da Bateria de Defesa de Costa nº 3, que lhe causou a destruição de portas, janelas, telhado e estuques. Durante a crise sísmica da erupção do Vulcão dos Capelinhos (1957), a igreja sofreu novos danos, o mesmo ocorrendo quando do sismo de 9 de julho de 1998.

### Ermida de Santo Amaro
Situada próximo aos Casais do Farrobo, foi mandada construir por promessa de Bráz Pereira Sarmento. A escritura da sua instituição data de 14 de setembro de 1575. Nela foram sepultados o seu fundador (falecido a 10 de março de 1606) e sua esposa. No século XIX, era no bairro de Santo Amaro que residiam a maior parte dos padeiros que forneciam o pão à cidade.

### Ermida de Nossa Senhora do Pilar
Em um miradouro natural voltado para a cidade da Horta, foi erguida em 1701 pelo padre Felipe Furtado de Mendonça, vigário da paróquia da Conceição, às próprias expensas e à custa de esmolas recolhidas para esse fim em peditório, e onde pediu para ser sepultado. Foi destruída por um incêndio e esteve muitos anos abandonada, sem portas nem cobertura. Foi reconstruída em 1729, por uma Irmandade então criada. Possuí na sua fachada o Brasão de Armas da monarquia portuguesa.

### A Ribeira da Conceição
Gaspar Frutuoso diz que em dias de forte precipitação, o caudal da ribeira do Vale dos Flamengos vêm de enxurrada e transborda, dificultando a passagem para o centro da vila. Menciona que tem uma ponte de pedra por passam para a vila. Acrescenta ainda que com o ímpeto das águas da ribeira, se moíam moinhos de água. (Ref.ª Saudades da Terra, Vol. 6 Cap. 37) De modo que a construção de uma ponte foi uma necessidade que desde logo se impôs. Na 2.ª metade do Século XIX, tem início a construção de uma nova ponte, rudimentar e estreita, ao nível da rua e assente em 4 vãos. Depois, são construídos dos muros limitadores da ribeira. Na sua margem direita um pouco acima do sítio do Mirante, funcionou o Matadouro Municipal num diminuto recinto de velhas paredes enegrecidas e sem condições. Durante o Verão, em virtude de não haver água corrente na ribeira, era transferido para o lugar das "Pedras dos Frades". Quando chove anbundantemente, no Salto da Ribeira forma uma bonita queda de água composta por 2 cascatas sobrepostas. Junto à Foz da Ribeira, esta fazia no areal uma lagoa, daí, a origem do nome "Alagoa".

### Praia da Conceição
No extremo norte da baía da Horta, junto à foz da Ribeira, localiza-se a Praia da Conceição, também conhecida como Praia da Alagoa. Conta com uma piscina artificial coberta e um parque para merendas.

### Parque da Alagoa
Junto à praia da Conceição, após ter sido encerrada a lixeira que existia no local, o espaço foi revitalizado com o plantio de arvoredo e relva. Desde 2006 sedia as festas da cidade. Bem próximo, situa-se a Oficina de Scrimshaw do mestre John van Opstal.

### Calçada da Conceição
É a antiga via de acesso à Horta pelo seu lado norte, e tinha o pavimento em pedra. Apresenta um declive significativo, ladeado por muros de suporte e demarcação dos terrenos adjacentes. Atualmente encontra-se asfaltada, permitindo o trânsito em duas vias.

### Moinhos Faialenses
Os Moinhos Faialenses situados na Lomba do Pilar, embora sejam construções do Século XIX/XX, apresentam características marcadas de influência flamenga. São um conjunto de 3 moinhos de vento giratórios, de dois pisos, assentes em bases tronco-cónicas construídas em alvenaria de pedra consolidada com argamassa, num deles rebocada e nos outros com as juntas pintadas de branco. Sobre estas bases assentam as estruturas móveis, de madeira, com coberturas cónicas revestidas a chapa de zinco, de onde emergem os mastros que suportam a estrutura do velame, em 2 casos de velas de grades e no outro de velas triangulares. As escadas de acesso em madeira, que servem também de lemes, estão ligados aos corpos giratórios através de pequenos balcões. Todas as estruturas de madeira são pintadas de vermelho. Podem ser visitados. (Ref.ª Inventário do Património Imóvel dos Açores, Instituto Açoriano de Cultura, Ponta Delgada)

### Fortificações
Para atender a defesa, no século XVII foram erguidos, na parte norte da baía, o Forte da Alagoa e o Forte do Bom Jesus, ambos atualmente desaparecidos. O desembargador Correia Borba autorizou, em Julho de 1621, a construção do Forte da Alagoa. Em 1861, o Forte da Alagoa estava quase abandonado, enquanto que o do Bom Jesus era descrito como tendo alguma artilharia e a precisar de reparos. A partir de 1858 foi instalada no Forte do Bom Jesus a Cadeia da Comarca.

### Curiosidades
No ano de 1868 foi aberto o troço de estrada que passa por Santo Amaro até aos Flamengos.
O Império do Culto do Espírito Santo de Santo Amaro foi fundado em 1886.
Em 23 de agosto de 1893 é festejado oficialmente a amarração do primeiro cabo telegráfico submarino na Alagoa (ou na Praia da Conceição). Era o início da Era das Companhias dos Cabos Submarinos.
Residiu na sede de freguesia, o benemérito Comendador António José Vieira Santa Rita, Governador Civil do ex-Distrito da Horta. No Palacete do Barão da Ribeirinha, Vitoriano da Rosa Martins, situado no largo da Igreja, em 1933, funcionou provisóriamente o Liceu da Horta. Durante a Segunda Guerra Mundial, foi aí instalado o aquartelamento da Bateria de Artilharia de Costa nº 3. A 22 de abril de 1941, uma violenta explosão do seu paiol mata 17 pessoas e danificou a recém-construída Igreja.
É inaugurada na Rua do Farrobo, a Casa do Gaiato do Faial, em 28 de Setembro de 1969. A obra do Padre Américo têm a finalidade de acolher, educar e integrar socialmente crianças e jovens que, por qualquer motivo, ficaram privados do meio familiar normal. Durante trinta anos, prestou um serviço de grande mérito sob o cuidado do Padre Raúl de Jesus.
A Calçada do Mirante oferece um belo panorama voltado para a sede da freguesia.
No Miradouro do Salto da Ribeira pode observar-se o Salto da Ribeira. Quando chove abundantemente, forma-se uma bonita queda de água (o "Salto") composta por 2 cascatas sobrepostas.
Ao longo da Lomba do Pilar (horst), podem-se visitar três exemplares bem conservados dos Moinhos Faialenses,  o Miradouro de N. Sra. da Conceição e os Bunkers da Artilharia de Costa da Segunda Guerra Mundial.
Destaque para as festas do Culto do Divino Espírito Santo (nos impérios de Santo Amaro, da Estrada da Caldeira, da Lomba do Pilar e da Conceição), a Festa de Verão da Freguesia, realizada no Parque da Alagoa, e a Festa de N. Sra da Conceição (em 8 de Dezembro).
A Sociedade Filarmónica Artista Fayalense, fundada em 22 de fevereiro de 1858, é a filarmónica mais antiga da ilha e uma das mais antigas dos Açores. Portadora de vasto historial, é presença habitual nas festas religiosas e sociais na ilha, no arquipélago e nas comunidades açorianas no estrangeiro. O Fayal Sport Clube, fundado em 2 de Fevereiro de 1909, foi o primeiro clube de futebol dos Açores e o quinto clube a ser fundado em Portugal.
O Agrupamento de Escuteiros da Conceição, n.º 1064, é formado em Julho de 1994. Após quase um ano de actividade, em período de formação e adaptação, foram oficializados em Maio de 1995. Atualmente conta com 72 elementos. Foi ainda formado em 1997, no seio deste Agrupamento de Escuteiros, o Grupo de Cantares "Maresia", que reaparece em 2003.

## Economia
A freguesia tem como principal actividade económica o comércio retalhista e a restauração. Outros sectores apresentam-se também como fundamentais: a agro-pecuária, oficinas reparação automóvel e a pesca. No artesanato local, destaca-se trabalhos de scrimshaw, rendas e bordados. Situa-se ainda na sede de freguesia, o Cartório Notarial e o Tribunal Judicial.
Na II ExpoMar 2007, a Administração dos Portos do Triângulo e Grupo Ocidental (sigla APTO), fez a apresentação pública da maqueta com a futura restruturação e ampliação da Marina e Porto da Horta. Junto à rotunda da Av. 25 de Abril, será construído de raiz uma moderna Gare Marítima com parque de estacionamento coberto para 120 veículos e respetivo cais para barcos de passageiros, guarnecido por um quebra-mar de 320 metros.